# Jardins de Valloires
 (avril 2024).
Pour les articles homonymes, voir Valloires.
Les jardins de Valloires sont des jardins botaniques et paysagers de Picardie maritime, à proximité de l'estuaire de l'Authie, sur les terres de l'ancienne abbaye cistercienne de Valloires à Argoules (Somme), s'étendant sur une superficie de 8 hectares et labellisés Jardin remarquable. Le site est également labellisé « Tourisme et Handicaps ».

## Le site

### La vallée de l'Authie
Des confins du plateau picard à l'estuaire ouvert sur la Manche, l'Authie serpente. Le fleuve tirerait son nom du celtique alt, évoquant hauteur et profondeur ; à Valloires, l'encaissement est bien visible dans le paysage.
Dans ce secteur, le plateau culmine aux environs de 100 m. Entre basse vallée de l'Authie et estuaire, en rive gauche, le Jardin occupe une superficie de 8 ha avec un dénivelé de 25 m sur le versant d'un plateau crayeux où la vallée est encaissée. Du sommet du Jardin, depuis le jardin de l'évolution, le regard saisit le plateau céréalier de l'autre versant et, les paysages du fond de la vallée, organisé en étangs et canaux, bas marais, prairies humides, roselières et peupleraies. 
Une série de petits vallons secs entaillent les versants de la vallée. Le fond de vallée est occupé par des alluvions anciennes et des sédiments tourbeux ; le plateau est couvert de limons, l'ensemble est d'âge quaternaire et repose sur la craie du Crétacé supérieur.

### Un espace conçu par Gilles Clément
Le parc conçu par Gilles Clément héberge plus de 5 000 taxons végétaux, soit 75 familles botaniques, 698 genres et 2030 espèces. 
L'accent est mis sur les plantes de Chine, du Japon et de l'Asie centrale ou d'Amérique du Nord acclimatées au climat picard. 
L'espace est un lieu de promenades et d'apprentissage composé de jardins thématiques qui viennent enrichir et diversifier notre connaissance du monde végétal au travers d'expériences ludiques, paisibles et sensorielles. Les Jardins sont ouverts tous les jours de la mi-mars à la mi-novembre.
Installés au pied de l'abbaye du XIIe siècle reconstruite au XVIIIe siècle, les Jardins se partagent en cinq espaces :
- un jardin régulier, à la française, dans le prolongement du bâtiment (roseraie, pelouse et cloître végétal associés aux jardins blanc, jaune et bleu),

- un jardin des îles, à l'anglaise, rassemblant l'essentiel de la collection botanique (distribué en îles : d'hiver, d'ombre, des lilas, d'argent, des Viornes, des Deutzias et Spirées, des feuillages pourpres, etc.),

- un jardin des cinq sens (destiné principalement aux enfants avec des ateliers ludiques),

- un jardin de marais, en contrebas,

- un jardin de l'évolution, dominant l'ensemble et se terminant en trois chambres, un hommage à Jean-Baptiste de Lamarck.

## Historique des Jardins
C'est un paysage du XXe siècle aux pieds d'une abbaye implantée au XIIe siècle.
L'origine contemporaine des Jardins date de 1981, lorsque le pépiniériste-collectionneur du Pas-de-Calais, Jean-Louis Cousin, recherchait un site pour sa collection de roses et de quelque 3 000 variétés et espèces nord-asiatiques et américaines. En 1985, la Région Picardie, le département de la Somme, le Syndicat intercommunal d'aménagement et de développement du Ponthieu-Marquenterre (SIDEAPM) et le Syndicat mixte de l'aménagement de la côte picarde (SMACOPI) décident de construire de nouveaux jardins au pied de l'abbaye de Valloires. C'est à la même période que les collectivités picardes, dans un même élan culturel, décident de créer également des jardins botaniques au Camp César à La Chaussée-Tirancourt, près d'Amiens, dans le cadre du parc archéologique de Samara. 
Les jardins de Valloires ont été inaugurés en 1989 après deux années de travaux. Les jardins de Valloires sont inclus dans le projet du futur parc naturel régional Baie de Somme - Picardie maritime.

## Caractéristiques générales des jardins

### «Jardins en mouvement et perpétuellement redéfinis» (Gilles Clément)
À partir de 1987, Gilles Clément, jardinier-paysagiste, associé alors à Philippe Niez, au sein de l'atelier Acanthe, qui a également conçu le Parc André-Citroën et jardin botanique du Domaine du Rayol, signe à Valloires son premier grand jardin. 
Sa conception s'intègre parfaitement à l'environnement « naturel » et au caractère historique des lieux, sans pour autant reprendre tous les codes du jardin monastique. Valloires est un jardin contemporain, où les plantes sont classées non pas par espèce ou horizon géographique mais selon des critères de couleurs, de ressemblances ou d'autres encore (plantes piquantes, plantes insolites…). 
Le paysagiste connaît particulièrement les plantes mais également les insectes et en tient compte dans ses réalisations.

En 2004, Gilles Clément définissait ainsi le jardin en mouvement : 

« Le jardin en mouvement suppose que le jardin change constamment de forme, mais que le jardinier en est constamment le créateur. »

À propos de la classification choisie à Valloires, G. Clément écrivait dans Les jardins de Valloires : 

« Les objets et les êtres, au fil du temps, se sont vus dénoncés par des modes de classements divers, de plus en plus affinés, parfois contradictoires, mais ajoutant toujours à la définition première une précision, c'est-à-dire une richesse. »

En effet, une originalité des jardins de Valloires tient en une collection préexistante, multiple ; à cette contrainte inhabituelle, le paysagiste a choisi « d'opposer un tissu de formes simples ».

### Les Jardins au fil des saisons
Chaque mois, le paysage est renouvelé par de nouvelles floraisons ou feuillaisons. La météorologie influant, un décalage jusqu’à trois semaines est possible par rapport à la liste suivante :  
- janvier: écorces des bouleaux, des Prunus et des érables, floraisons des cornouillers (Cornus mas), noisetier tortueux, topiaire d'if, d'osmanthus
- février : mahonia, hamamélis, saule, noisetier, crocus…
- mars : forsythia, narcisse, hellébore, muscari, scille et jacinthe…
- avril : cerisier et autres Prunus, spirée, pommier, magnolia, amélanchier…
- mai : viorne, marronnier, rose botanique, deutzia, lilas, primevère japonaise…
- juin : rose, géranium vivace…
- juillet : hortensia, buddleia, lavande, tilleul…
- août : hortensia (Hydrangea), millepertuis, potentille, fuchsia, crocosmia…
- septembre : hibiscus, fusain, sorbier, clerodendron, anémone, aster…
- octobre : essentiellement des feuillages colorés comme les érables, sumac, liquidambar mais aussi des baies comme celles de l'argousier et, quelques floraisons tardives comme le colchique…
- novembre : feuillages colorés comme le mélèze, ginkgo, cyprès chauve, fougères, prêle…
- décembre : topiaires de charmille, osmanthus, d'if…

## L'architecture des Jardins

### Le jardin régulier, à la française
Devant la façade occidentale de l'abbaye, la partie centrale est occupée par un jardin strict d'inspiration « jardin d'abbaye ». Il est composé d'une roseraie (80 variétés de roses en collection), associées à des simples (plantes médicinales), des condimentaires et même des légumes présentés en carrés de 5 × 5 m, comme les Cisterciens concevaient le tracé d'un jardin. Les Jardins ont repris certaines des formes révélées dans un plan de l’abbaye dressé en 1785[réf. nécessaire]. 
Au milieu de la grande pelouse, le cloître végétal s'ouvre sur la roseraie, implantée dans l'ancien potager de l'abbaye. De chaque côté de cet espace de respiration, deux jardins de couleur, l'un blanc bordé par une allée de cerisiers, rappelant la couleur de la bure des moines cisterciens, l'autre bleu symbolisant l'attachement des moines à l'eau.

#### Le jardin blanc et allée des cerisiers

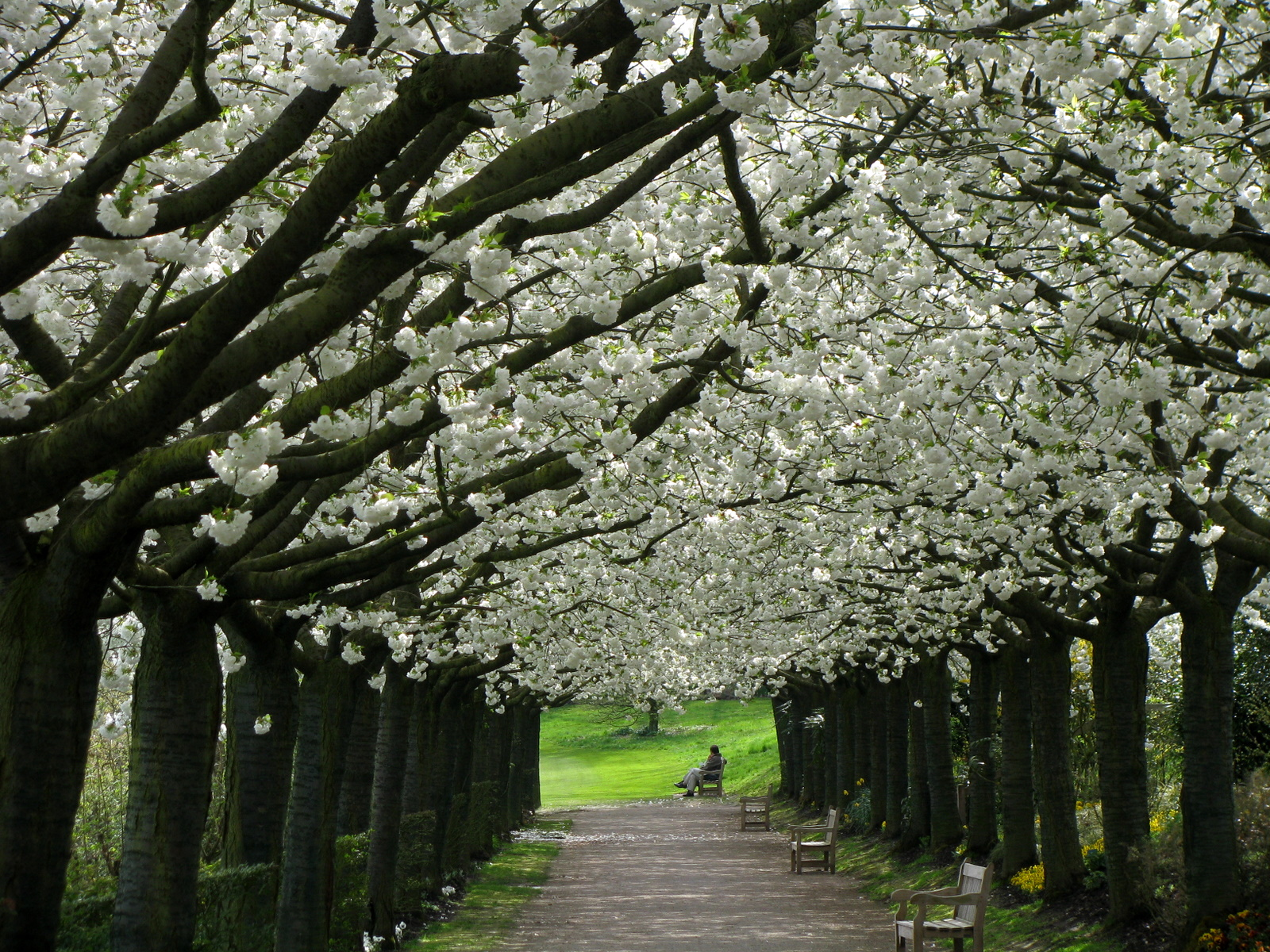
L'allée des cerisiers en avril

Composés uniquement d'arbres, arbustes, vivaces et annuelles à floraison blanche comme les 'mixed borders' anglais, ces massifs évoquent l'appellation de moines blancs donnée aux cisterciens qui occupaient l'abbaye.
L'allée des Cerisiers est formée de 40 cerisiers à grandes fleurs blanches, doubles et parfumées, Prunus Shirotae Mount Fuji, elle resplendit généralement début avril.

#### Le jardin bleu
Composé uniquement d'arbres, arbustes, vivaces et annuelles à floraison bleue. Ces massifs sont un hommage à l'eau omniprésente et au travail des cisterciens qui ont exploité le fond de la vallée de l'Authie en creusant des canaux, des étangs et en installant des moulins. Les moines cisterciens ne pouvant manger de la viande, avaient pour habitude de s'installer dans les zones humides pour y pratiquer l'aquaculture, le poisson étant autorisé à la consommation par l'ordre (cistercien vient d'ailleurs du toponyme Citeaux (abbaye) signifiant roseaux en vieux français).

#### Le jardin jaune
Composé uniquement d'arbres, arbustes, vivaces et annuelles à floraison jaune.

#### La roseraie
La roseraie est de conception particulièrement intéressante : les variétés choisies sont peu employées dans les roseraies classiques, avec une dominante de blanc et de roses très pâles. 
Rosiers et plantes vivaces sont associées offrant au visiteur un fleurissement plus long que sur la période du rosier seul. La roseraie n'est pas représentative de toute la collection, quelques espèces ont été sélectionnées pour leur ton pastel et leur large floraison. Elles forment un camaïeu allant du blanc dans l'axe du Jardin au rouge à proximité de l’abbaye. 
La structure de la fleur a eu également son importance, plus proche de l'églantine que de la rose de Damas. 
Le dessin de l'ensemble est symétrique, les rosiers absents par place sont remplacés par des arbustes à feuillages persistants. Des carrés de légumes croissent parmi les carrés de rosiers.

#### Le cloître végétal

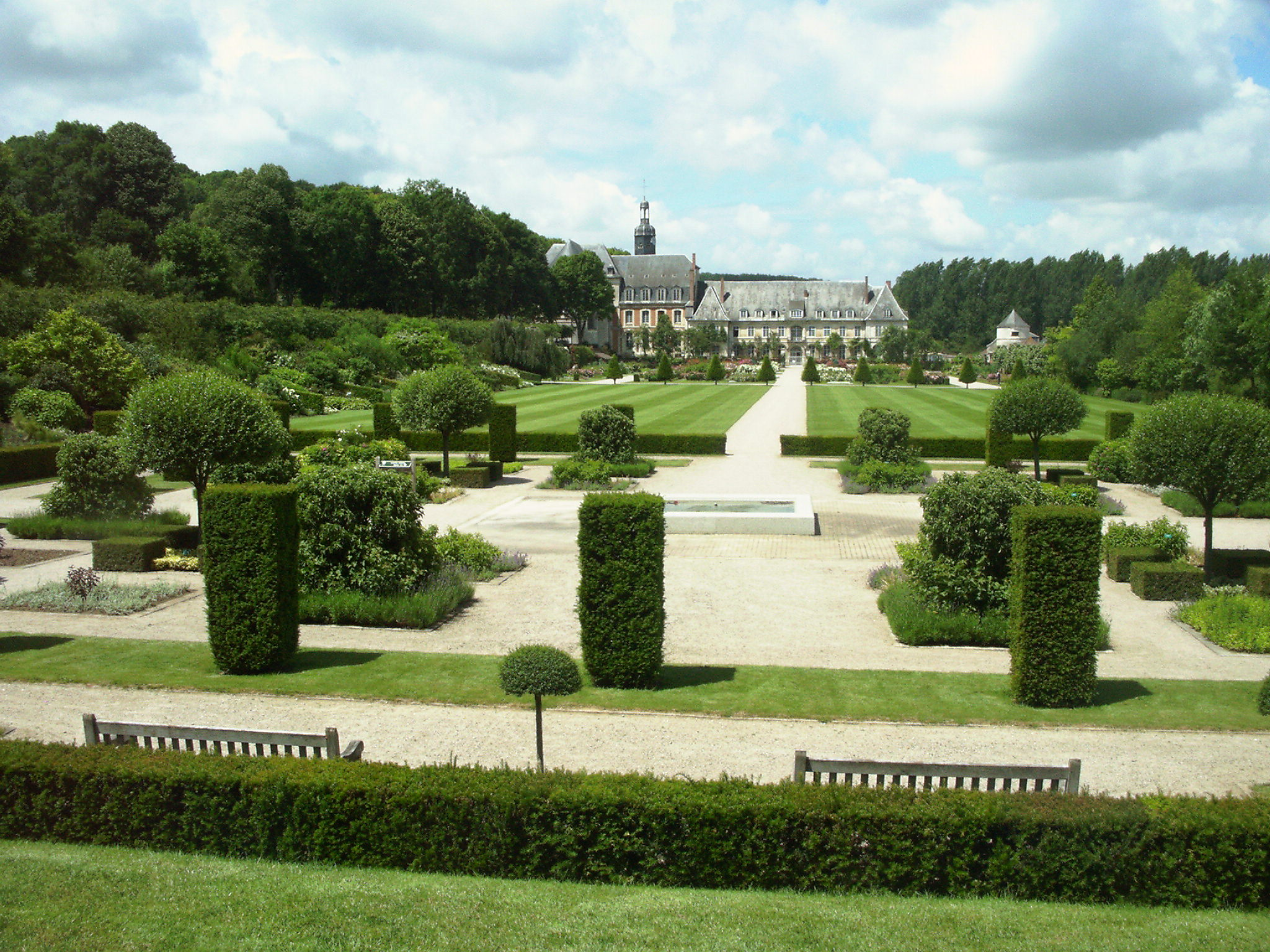
Le cloître végétal

Traité en topiaires, le cloître végétal reprend les proportions du cloître de pierre au cœur de l'abbaye. Chacun des massifs en carré rappelle une partie du Jardin (un carré de rosier pour la roseraie par exemple).

### Les jardins des îles
Sur le versant, G. Clément a accordé le nom d'île aux différents regroupements pour évoquer une promenade dans un archipel. 
L'île évoque une spécialisation géographique ; les critères de regroupements se font par convergences d'aspect, de fonction et d'évocation : île aux lilas, île d'or, île d'argent, îles d'étés, îles d'hiver, île des fructifications décoratives, île aux papillons, etc.

#### Les îles des couleurs
- Iles d'or : arbres et arbustes aux feuillages dorés ou jaunes. Une ile lumineuse au milieu des sous-bois,
- Iles d'argent : arbres et arbustes aux feuillages blancs ou argentés,
- Iles pourpres : arbres et arbustes aux feuillages pourpres.

#### Les îles des saisons
- Îles d'hiver : floraisons hivernales et écorces décoratives,
- Îles d'automne : essentiellement des feuillages colorés en fin de saison,
- Îles du printemps : aussi appelée l'île des Prunus, plantes majoritaires, aux floraisons spectaculaires en avril,
- Îles d'été :
  - Îles des Viburnum' (Viornes) : dans la famille des Caprifoliacées, le genre Viburnum compte quelque 200 espèces arbustives à feuillages caduc ou persistant[3],[4]. Parmi les plus connus figurent le laurier-tin et la boule de neige. Viburnum plicatum a donné de nombreux cultivars.
  - Îles des spirées,
  - Îles des Lonicera' (chèvrefeuilles),
  - Îles des Deutzia'.

#### Les îles thématiques
- Îles des fructifications décoratives : une collection de plantes à baies, dominée par les Sorbus et Malus,
- Îles des épines douces : une collection de Rubus, Berberis, cognassier,
- Îles des papillons : ensemble de plantes particulièrement nectarifères,
- Îles d'ombre : principalement une collection d'hydrangea (hortensia),
- Îles bizzaretum ou bizarretum : y sont regroupés arbres et arbustes aux formes tourmentées - branches tordues ou feuilles crispées - fruits de mutations génétiques (marronnier lacinié, marronnier et orme nains, noisetier et mélèze tortueux (Corylus avellana 'cortorta'  et Larix…), cystise, frêne et spirée crispés et lilas nain). Ces particularités apparaissent dans la nature et disparaissent en général assez vite car ces individus sont plus fragiles ; des horticulteurs se font une spécialité de les prélever et de les bouturer ;
- Îles des rosiers anciens : au-dessus de la terrasse dominant la roseraie, elles rassemblent quelques variétés anciennes,
- Îles des rosiers botaniques : situées en lisière du coteau, elles rassemblent des églantiers sauvages remarquables.

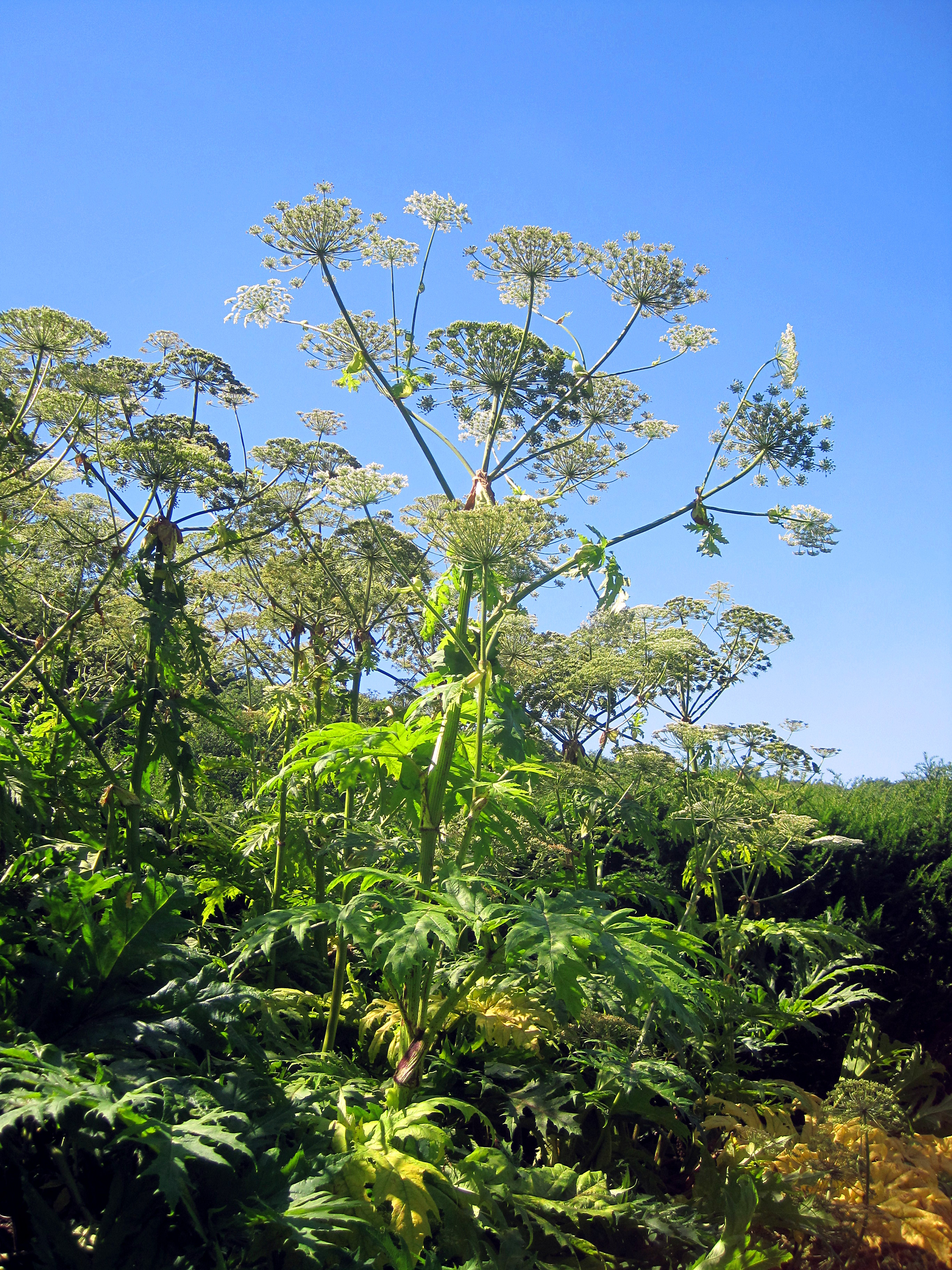
Berce du Caucase - Jardin des cinq sens.

### Le jardin des cinq sens
Les plantes sont classées selon le toucher, la vue, l’ouïe, le goût et leur parfum. Les visiteurs peuvent reconnaitre quelques fruits, caresser épines et duvets. Le sentier est tracé dans des matériaux de granulométrie et de rugosité diverses ainsi le bruit des pas change et, dans les arbres, des compositions de bambous bruissent au gré du vent.
Dominants sur le versant, le jardin des cinq sens, les carrés potagers sont présentés surélevés et entourés de tressages d'osier comme dans un jardin médiéval. Les bonnes et les «mauvaises herbes», les fleurs comestibles (jonquille, tulipe, pensée, violette, capucine, cerisier, etc.) se retrouvent sur la « table du jardinier » où officie Ludovic Dupont (chef cuisinier aux jardins de Valloires) et participent ainsi à un autre aspect de la découverte botanique.
Une prairie jouxte le potager et quelques ruches gouvernent l'ensemble.

### Le jardin de l'évolution, hommage à Jean-Baptiste de Lamarck

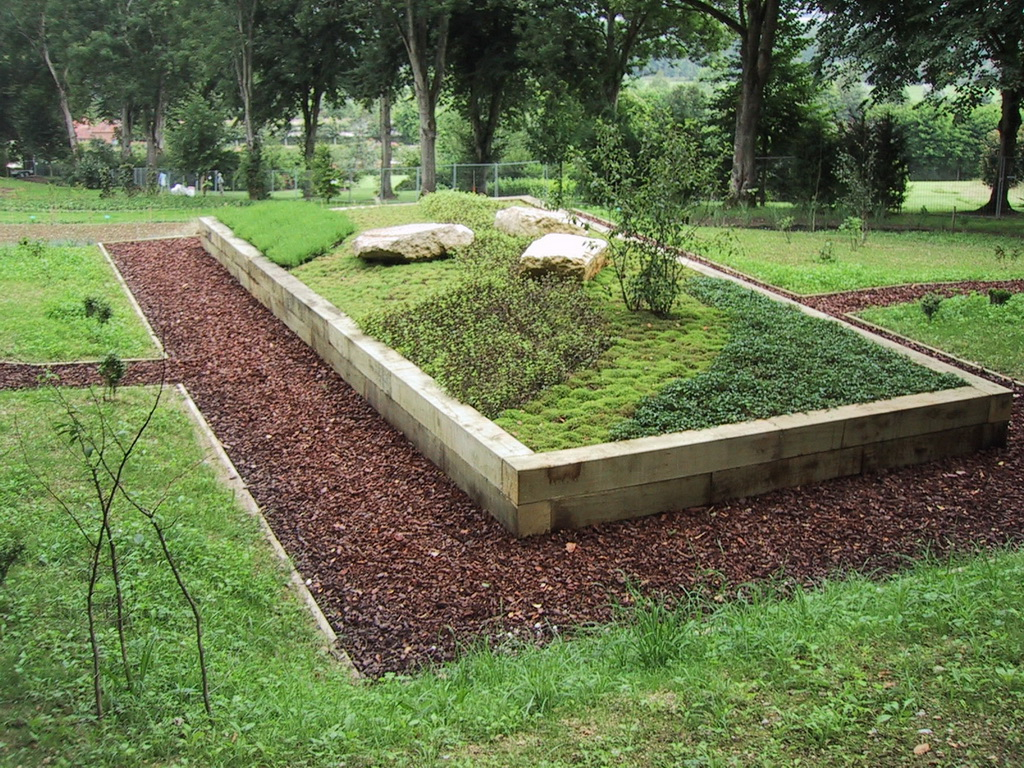
Une des trois chambres : la chambre de l'évolution

Dernier aménagé, le jardin de l'évolution est dédié à l’œuvre du naturaliste picard Jean-Baptiste de Lamarck. Ce jardin souligne la compréhension des mécanismes de l'évolution, indispensable à toute démarche d'écologie : l'homme ne peut altérer le fruit de millions d'années d'évolution pour "satisfaire son avidité du moment" (Lamarck, 1820). Ce jardin qui se veut de sensibilisation et de réflexion replace les plantes dans notre propre histoire et bien au-delà en remontant le temps (escalier et spirale).
Dans la montée de l'escalier, de petits panneaux explicatifs mettent l'accent sur des épisodes choisis de l'évolution du Vivant : l'origine de la vie, la sortie des eaux, la conquête des airs, etc.

### Le jardin des marais

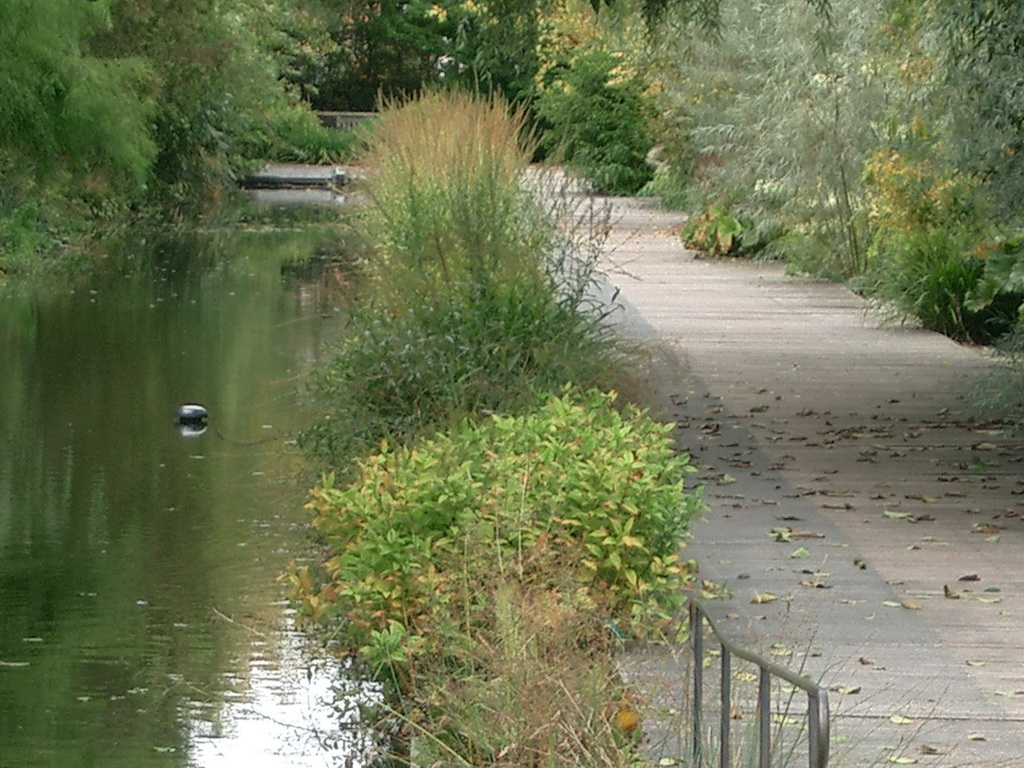
Le riverel

Régulièrement remaniés, les jardins des marais rassemblent une collection d'hygrophytes régionales et exotique. G. Clément a conçu de petits canaux et des fontaines qui alimentent un long bassin rectangulaire (riverel) et créé une nouvelle harmonie entre abbaye et vallée de l'Authie. Aux fleurs de la berge qui bordent le bassin se joignent des fougères, des bambous, des plantes grimpantes et des espèces aquatiques. On y trouve des sagittaires, des salicaires, le lysichiton d'Amérique.
Des chemins à peine tracés traversent une saulaie aérée et diversifiée, proposée sur un cailloutis entre le riverel et le mur. À l'inverse du boulingrin au centre du Jardin, l'entrée et le cheminement dans ce jardin se fait dans l'ombre.
La transformation du Jardin d'eau a été menée en 1999 avec l'architecte-scénographe, Christophe Ponceau.

## Les collections
La collection initiale de J.-L. Cousin ne présentait aucun problème d'implantation puisque les taxons proposés étaient originaires de latitudes tempérées et adaptables aux sols argilo-calcaires. Les collections végétales proposées offrent une grande diversité d'espèces d'arbres, d'arbustes et d'herbacées. Certains sujets sont uniques en Europe.
Un des rôles des jardins de Valloires est d'être une collection de référence. C'est aussi un conservatoire spécialisé pour le genre très rarement présenté de Rubus avec une collection nationale agréée reconnue par le Conservatoire des collections végétales spécialisées (CCVS).

### Les Roses (Rosasp.)
Parmi les points d'intérêt de ces jardins, le jardin de roses présente 80 variétés de roses modernes associées aux plantes médicinales et potagères. Près de 120 variétés de roses anciennes et botaniques se trouvent également dans le Jardin des Iles. 
La roseraie accueille trois cultivars particuliers relatifs au site : 
- Les jardins de Valloires créé par André Eve et officiellement nommée en 1992 par Catherine Deneuve,
- la Rose des Cisterciens créé par Georges Delbard en 1998 en l'honneur du 900e anniversaire de l'Ordre de Cîteaux, et
- la Rose de Picardie créé en 2004  par David Austin à l'occasion de la célébration de l'Entente cordiale franco-anglaise et qui évoque aussi les paroles de la chanson Roses de Picardie d'Yves Montand "Souviens-toi /Ça parlait/De la Picardie /Et des roses /Qu'on trouve là-bas".

### Le conservatoire national des Ronces (Rubussp.)
Les Ronces sont réunies en grande partie dans l'île des épines douces. Le genre Rubus de la famille des Rosacées regroupe près de 700 espèces dont 250 holarctiques. Les jardins de Valloires en possèdent près de 80 variétés.

### Les cerisiers (Prunussp.)
Le genre Prunus regroupe quelque 430 espèces de rosacées des régions tempérées de l'hémisphère Nord. Les jardins de Valloires en possèdent plus d'une centaine de variétés différentes dont la plus célèbre est Mont Fuji. Une allée de cerisiers évoquent les célèbres fêtes japonaises.

## Pour approfondir